# Довгопол Олександр Іванович
Довгопол Олександр Іванович (рос. Александр Иванович Довгопол) (12 листопада 1965 Барахти, Київська область) — російський політик, юрист. З 6 червня 2013 року є головою району Перово міста Москви.

## Біография
Олександр Іванович Довгопол народився 12 листопада 1965 року в селі Барахти Київської області. У Московському Екстерном гуманітарному університеті отримав спеціальність юрист. Також здобув вищу професійну освіту в Московському інституті національних і регіональних відносин. У 2008 році Олександр Іванович був призначений керівником муніципального освіти внутрішньоміського муніципального освіти Перово в місті Москві. У 2012 році в зв'язку з переобранням в депутати муніципального Зборів внутрішньоміського муніципального освіти Перово в міста Москві, він був перепризначений керівником муніципального освіти внутрішньоміського муніципального освіти Перово в місті Москві. 6 червня 2013 року був призначений на посаду голови управи району Перово міста Москви.

### Освіта
- Московський екстерном гуманітарний університет
- Московський інститут національних і регіональних відносин